# Дзюбина Степан
Степан Дзюбина (11 листопада 1913, Гладишів Горлицького повіту, тепер Польща — 10 серпня 2004, Перемишль, Польща) — церковний і суспільний діяч у Польщі, зокрема на Лемківщині, священник, отець-митрат УГКЦ.

## Життєпис
Народився 11 листопада 1913 у с. Гладишів Горлицького повіту, тепер Польща. Від п'ятого класу навчався в Горлицькій польській гімназії, після її закінчення (1932) вступив до греко-католицької семінарії в Перемишлі. 13 березня 1938 р. єпископом Йосафатом Коциловським висвячений на священника.
- 1938—1939 — помічник пароха в с. Ждиня, Горлицький деканат. Організував драматичний гурток, хор.
- 1939—1941 — адміністратор с. Явірки, Мушинський деканат.
- 1941—1942 — адміністратор с. Злоцьке, Мушинський деканат.
- 1942—1945 — адміністратор м. Криниця, Мушинський деканат. У спорудженій ним каплиці вів науку для учнів Української учительської семінарії.
- 1945—1947 — адміністратор м. Нова Весь, Мушинський деканат.
- 1946—1947 — виконував обов'язок декана Мушинського деканату.
- 1947—1948 — в'язень карального табору Явожно.
- 1949—1952 — докторські студії у Варшавському Університеті (ВТК), згодом звільнений і висланий з Варшави.
- 1952—1957 — капелан Сестер Уршулянок у Слупську, душастирська поміч у Хшанові.
- 1957—1977 — душпастир греко-католицької станиці м. Білий Бір, душпастир-помічник станиць: Битів, Квасово, Славно, Лємборк.
- 1977—1981 — Генеральний Вікарій для українців греко-католиків у Польщі з осідком у Перемишлі.
- 1981—1982 — Капітульний Вікарій — Капітула в Перемишлі.
- 1982 — пенсіонер у Перемишлі.

10 серпня 2004 року впокоївся в Бозі, у Перемишлі, на 91-му році свого Богопосвяченого життя, та 66 році священства.

## Титули
- 10 вересня 1965 — іменований Декретом Примаса Польщі дійсним крилошанином греко-католицької Капітули в Перемишлі.
- 18 грудня 1975 — іменований Кустошем греко-католицької Капітули в Перемишлі.
- 07 січня 1976 — іменований Святим Отцем Павлом VI капеляном з титулом Папського Прелата.
- 14 червня 1977 — іменований Декретом Примаса Польщі на підставі спеціального уповноваженого Апостольської Столиці Генеральним Вікарієм для українців греко-католиків у Польщі.
- 20 липня 1977 — іменований Препозитом греко-католицької Капітули в Перемишлі з титулом Архипресвітера.

## Праці
- У 1995 році видав друком книгу спогадів «І стверди діло рук наших», у якій вміщено 172 документи й 135 документальних світлин[3].
- У 1997 році вийшла друком друга книжка — збірник 32 проповідей[4].